# Eudorella hurleyi
Eudorella hurleyi is een zeekommasoort uit de familie van de Leuconidae. De wetenschappelijke naam van de soort is voor het eerst geldig gepubliceerd in 1963 door Jones.